# Dylan Schmidt
Dylan Matthew Schmidt (Southport, 7 de enero de 1997) es un deportista neozelandés que compite en gimnasia en la modalidad de trampolín.
Participó en dos Juegos Olímpicos de Verano, obteniendo una medalla de bronce en Tokio 2020, en la prueba individual, y el séptimo lugar en Río de Janeiro 2016. Ganó una medalla de oro en el Campeonato Mundial de Gimnasia en Trampolín de 2022, en la prueba individual.

## Palmarés internacional
| Juegos Olímpicos   | Juegos Olímpicos | Juegos Olímpicos  | Juegos Olímpicos |
| Año                | Lugar            | Medalla           | Prueba           |
| ------------------ | ---------------- | ----------------- | ---------------- |
| 2020               | Tokio (Japón)    | Medalla de bronce | Individual       |
| Campeonato Mundial |                  |                   |                  |
| Año                | Lugar            | Medalla           | Prueba           |
| 2022               | Sofía (Bulgaria) | Medalla de oro    | Individual       |